# Lima (rivier)
De Lima (Portugees Rio Lima; Galicisch Río Limia) is een rivier in Spanje en Portugal, met een lengte van 108 kilometer. 
De bron van de rivier ligt op de berg Talariño, in de Spaanse provincie Ourense. Langs het 41 kilometer lange Galicische deel van de rivier, kent hij verschillende namen, zoals Talariño, Freixo en Mourenzo. In Galicië doorloopt de rivier de stad Xinzo de Limia, waarnaar hij vernoemd is.
De Lima steekt bij het dorpje Lindoso de Spaans-Portugese grens over, en stroomt daarna door de steden Ponte da Barca en Ponte de Lima. 67 kilometer na het oversteken van de grens, stroomt de rivier bij de stad Viana do Castelo in de Atlantische Oceaan.
De rivier werd in de Romeinse tijd ook wel Lethe of Oblivio genoemd en daarom vereenzelvigd met de mythische Lethe, een rivier in de onderwereld. Volgens de overlevering wilden de troepen van Decimus Junius Brutus Callaicus, tijdens zijn campagne in 138 v. Chr., hem pas volgen nadat hij eerst zelf met de standaard de rivier was overgestoken en zijn mannen bij naam had geroepen en aangespoord hem te volgen. Bij de rivier bevinden zich nog overblijfselen van het Romeinse kampement Aquis Querquennis.